# Wielandomyces robustus
Wielandomyces robustus är en svampart som beskrevs av Raithelh. 1988. Wielandomyces robustus ingår i släktet Wielandomyces och familjen Bolbitiaceae.   Inga underarter finns listade i Catalogue of Life.